# Pentoksifilin
Pentoksifilin je lek koji je u prodaji pod imenom Trental. On je ksantinski derivat. Takođe je dostupan pod imenima Pentoks, Pentoksil, i Fleksital.

## Upotreba
On se koristi za tretiranje intermitentne klaudikacije koja je rezultat opstrukcije arterija u udovima, i vaskularne demencije. Pentoksifilin poboljšava krvni protok kroz periferne krvne sudove i stoga pomaže krvnoj cirkulaciji u rukama i nogama (npr. intermitentna klaudikacija), i u mozgu .
Pentoksifilin se isto tako koristi za tretiranje mučnine i glavobolje pri planinarenju (visinska bolest). Isto tako je pokazano da redukuje smrtnost u slučajevima akutnog alkoholnog i nealkoholnog stetohepatitisa, jer deluje kao TNF inhibitor. Iz istog razloga se koristi za lečenje alkoholne bolesti jetre.
Ispitivanja su pokazala da je moguće koristiti pentoksifilin zajedno sa vitaminom E za redukovanje stepena fibroznih lezija indukovanih radijacionom terapijom raka dojke.

## Spoljašnje veze
|  | Molimo Vas, obratite pažnju na važno upozorenje u vezi sa temama iz oblasti medicine (zdravlja). |